# Pedro Fernández del Pulgar
Pedro Fernández del Pulgar (1621-1697) va ser un religiós castellà, cronista major d'Índies de 1686 a1697. El seu nomenament va venir en previsió de la mort del seu antecessor Antonio de Solís. Era sacerdot i autor de diversos escrits de temàtica religiosa i de poca qualitat literària. Va acabar ocupant el càrrec de cronista major d'Índies el 1686, amb 65 anys, però va assumir la tasca de continuar aquesta obra, però només va acabar fent una ampliació cronològica de continguts fins a 1584. Va tenir bona voluntat, tenacitat i capacitat de treball, de fet va arribar a escriure 2.800 pàgines amb tot de lletra atapeïda. A més, va fer altres obres voluminoses de tema històric, de poca qualitat literària. Destaquen les següents:
- El Sigalión, o Chitón de los cronicones fabulosos y supuestos que se han publicado en España desde el año 1594 con títulos de historiadores antiguos
- Trofeos gloriosos de los Reyes Católicos de España conseguidos en la justa conquista de América
- Historia del origen de la América o Indias Occidentales
- Descripción de Filipinas y de las Molucas e historia del archipiélago maluco, desde su descubrimiento hasta el tiempo presente
- Historia general de la Florida